# Providenciales
Providenciales – wyspa w grupie wysp Caicos w archipelagu Bahamy na Oceanie Atlantyckim. Politycznie przynależy do terytorium zamorskiego Wielkiej Brytanii – Turks i Caicos.